# Stimme der Orthodoxie
Die Stimme der Orthodoxie war eine deutsche Kirchenzeitung der Russisch-Orthodoxen Diözese Deutschlands, bis 1992 Diözese von Berlin und Mitteleuropa der Russisch-Orthodoxen Kirche des Moskauer Patriarchats, die zunächst in der DDR erschienen war.

## DDR
In der DDR erschien die Zeitschrift zweimonatlich und konnte frei abonniert werden.

## Einstellung
Später erschien die Zeitschrift nur noch vierteljährlich. Die Zeitschrift wurde mit der Ausgabe 2/2004 eingestellt.